# Hess Corporation
Hess Corporation (voorheen Amerada Hess Corporation ) is een Amerikaans energiebedrijf dat zich bezighoudt met de exploratie naar en productie van ruwe olie en aardgas.

## Activiteiten
Hess Corporation is een groot energiebedrijf dat zich bezighoudt met exploratie, ontwikkeling, productie, transport, aankoop en verkoop van olie en aardgas. Het is vooral actief in de Amerikaanse staat North Dakota. Internationaal is het aanwezig in Thailand en Maleisië, maar de belangrijkste vondsten zijn recent gedaan in Guyana, het Stabroek-blok. Hess heeft in dit blok een minderheidsbelang van 30%, maar het is een veelbelovend blok. Drie FPSO's halen al olie uit de zeebodem en naar verwachting zal dit in 2027 zijn verdubbeld. Voor Hess werd in 2023 iets meer dan de helft van alle olie gewonnen in Guyana. In Thailand en Maleisië ligt de nadruk op de gasproductie.

## Geschiedenis
Het bedrijf ontstond in 1968 door de fusie van Hess Oil and Chemical en Amerada Petroleum. Leon Hess was CEO van begin jaren 1960 en werd in 1995 opgevolgd door zijn zoon John B. Hess. 
In oktober 2023 maakte Chevron een bod bekend op Hess. Chevron is bereid US$ 53 miljard te betalen in aandelen. Voor één aandeel Hess ontvangen de aandeelhouders 1,025 aandelen Chevron. ExxonMobil was tegen de overname en startte een arbitrageproces bij de Internationale Kamer van Koophandel. De maatschappij was van mening dat het recht had op eerste koop van het belang van Hess in het Stabroek-blok. ExxonMobil verloor dit proces en na meer dan een jaar vertraging werd op 18 juli 2025 de overname van Hess door Chevron afgerond.